# Saint-André-de-Buèges
Saint-André-de-Buèges es una comuna francesa situada en el departamento de Hérault, en la región de Occitania.

## Demografía
| 66 | 60 | 50 | 52 | 54 | 58 | 36 |
| Para los censos de 1962 a 1999 la población legal corresponde a la población sin duplicidades (Fuente: INSEE [Consultar]) |    |    |    |    |    |    |